# Grand Prix Argentiny 1955
Třetí Grand Prix Argentiny (III Gran Premio de la Republica Argentina) se jako 42. Velká cena uskutečnila 16. ledna 1955 na okruhu Buenos Aires. Závod měl 96 kol s délkou 3,912 km, celkem měřil 375,552 km. Skončil 14. vítězstvím Juana Manuela Fangia a pátým vítězstvím pro stáj Mercedes.

## Kvalifikace
| Poř.   | No. | Jezdec                | Konstruktér | Čas    | Ztráta |
| ------ | --- | --------------------- | ----------- | ------ | ------ |
| 1      | 12  | José Froilán González | Ferrari     | 1:43.1 |        |
| 2      | 32  | Alberto Ascari        | Lancia      | 1:43.6 | +0.5   |
| 3      | 2   | Juan Manuel Fangio    | Mercedes    | 1:43.7 | +0.6   |
| 4      | 16  | Jean Behra            | Maserati    | 1:43.8 | +0.7   |
| 5      | 10  | Nino Farina           | Ferrari     | 1:43.9 | +0.8   |
| 6      | 4   | Karl Kling            | Mercedes    | 1:44.1 | +1.0   |
| 7      | 28  | Harry Schell          | Maserati    | 1:44.3 | +1.2   |
| 8      | 6   | Stirling Moss         | Mercedes    | 1:44.6 | +1.5   |
| 9      | 40  | Pablo Birger          | Gordini     | 1:44.8 | +1.7   |
| 10     | 8   | Hans Herrmann         | Mercedes    | 1:44.9 | +1.8   |
| 11     | 34  | Luigi Villoresi       | Lancia      | 1:45.2 | +2.1   |
| 12     | 36  | Eugenio Castellotti   | Lancia      | 1:45.3 | +2.2   |
| 13     | 24  | Carlos Menditeguy     | Maserati    | 1:45.4 | +2.3   |
| 14     | 14  | Maurice Trintignant   | Ferrari     | 1:45.8 | +2.7   |
| 15     | 38  | Élie Bayol            | Gordini     | 1:46.1 | +3.0   |
| 16     | 18  | Roberto Mieres        | Maserati    | 1:46.2 | +3.1   |
| 17     | 42  | Jesús Iglesias        | Gordini     | 1:46.3 | +3.2   |
| 18     | 22  | Luigi Musso           | Maserati    | 1:46.4 | +3.3   |
| 19     | 20  | Sergio Mantovani      | Maserati    | 1:46.4 | +3.3   |
| 20     | 26  | Clemar Bucci          | Maserati    | 1:47.6 | +4.5   |
| 21     | 30  | Alberto Uria          | Maserati    | 1:52.3 | +9.2   |
| Zdroj: |     |                       |             |        |        |

## Výsledky
| Poř.   | Jezdec                                                    | Vůz            | Čas             |
| ------ | --------------------------------------------------------- | -------------- | --------------- |
| 1      | Juan Manuel Fangio                                        | Mercedes W196  | 3:00'38.6       |
| 2      | Jose Froilan Gonzalez Giuseppe Farina Maurice Trintignant | Ferrari 625    | + 1:29.6        |
| 3      | Umberto Maglioli Giuseppe Farina Maurice Trintignant      | Ferrari 625    | + 2 kola        |
| 4      | Stirling Moss Karl Kling Hans Herrmann                    | Mercedes W196  | + 2 kola        |
| 5      | Roberto Mieres                                            | Maserati 250F  | + 5 kol         |
| 6      | Harry Schell Jean Behra                                   | Maserati 250F  | + 8 kol         |
| 7      | Luigi Musso Sergio Mantovani Harry Schell                 | Maserati 250F  | + 13 kol        |
| Kolo   | Odstoupili                                                | Odstoupili     | Odstoupili      |
| 54     | Clemar Bucci Carlos Menditeguy Harry Schell               | Maserati 250F  | Tlak paliva     |
| 54     | Luigi Musso Sergio Mantovani Jean Behra                   | Maserati 250F  | Motor           |
| 38     | Jesus Iglesias                                            | Gordini T16    | Rozvody         |
| 36     | Maurice Trintignant                                       | Ferrari 625    | Motor           |
| 35     | Eugenio Castellotti Luigi Villoresi                       | Lancia D50     | Nehoda          |
| 29     | Stirling Moss                                             | Mercedes W196  | Palivový systém |
| 22     | Alberto Uria                                              | Maserati A6GCM | Bez paliva      |
| 21     | Alberto Ascari                                            | Lancia D50     | Nehoda          |
| 7      | Elie Bayol                                                | Gordini T16    | Rozvody         |
| 2      | Jean Behra                                                | Maserati 250F  | Nehoda          |
| 2      | Karl Kling                                                | Mercedes W196  | Nehoda          |
| 2      | Luigi Villoresi                                           | Lancia D50     | Palivový uzávěr |
| 1      | Pablo Birger                                              | Gordini T16    | Nehoda          |
| 1      | Carlos Menditeguy                                         | Maserati 250F  | Nehoda          |
| Zdroj: |                                                           |                |                 |

### Nejrychlejší kolo
- Juan Manuel Fangio – Mercedes – 1:48,3 – 130,039 km/h

### Vedení v závodě
- 1. – 2. kolo – Juan Manuel Fangio
- 3.- 4. kolo – Alberto Ascari
- 5. – 10. kolo – Jose Froilan Gonzalez
- 11.- 20. kolo – Alberto Ascari
- 21. – 25. kolo – Jose Froilan Gonzalez
- 26. – 34. kolo – Juan Manuel Fangio
- 35. – 38. kolo – Harry Schell
- 39. – 42. kolo – Roberto Mieres
- 43. – 96. kolo – Juan Manuel Fangio

### Zajímavosti
- Vůz se startovním číslem 36 startoval ve 20 GP.
- V závodě se poprvé představily Alberto Uria, Eugenio Castellotti a Jesus Iglesias.

| Pole position         | Vítězství          | Nej. kolo          |
| Jose Froilan Gonzalez | Juan Manuel Fangio | Juan Manuel Fangio |
| Ferrari 625           | Mercedes W169      | Mercedes W169      |
| 1'43.1                | 3:00'38.6          | 1'48.3             |
| 136.597 km/h          | 124.738 km/h       | 130.039 km/h       |
| --------------------- | ------------------ | ------------------ |

## Průběžné pořadí po závodě

### Pohár jezdců
| Pořadí | Jezdec                | Body  |
| ------ | --------------------- | ----- |
| 1      | Juan Manuel Fangio    | 9     |
| 2=     | Maurice Trintignant   | 3 1/3 |
| 2=     | Nino Farina           | 3 1/3 |
| 4      | José Froilán González | 2     |
| 5      | Roberto Mieres        | 2     |
| Zdroj: |                       |       |

|   | Stát           | Body |
| - | -------------- | ---- |
| 1 | Argentina      | 13   |
| 2 | Itálie         | 4,6  |
| 3 | Francie        | 3,3  |
| 5 | Německo        | 2    |
| 6 | Velká Británie | 1    |